# Paul Lachaize
Paul Lachaize, né le 25 octobre 1914 à Lyon et mort le 30 mai 1987 à Châtenay, est un technicien, inventeur et industriel français. Créateur de la société Mecila, il est le créateur pour cette société de deux appareils très originaux puis, pour la marque Fex de nombreux appareils simples et bon marché.

## Biographie
Né à Lyon le 25 octobre 1914, il se passionne très jeune pour la mécanique et les réveils de la maison font les frais de son intérêt. Quand il a 12 ans, on lui offre un appareil photo "détective" à plaques de verre 6 × 9. À treize ans, il entre en apprentissage chez monsieur Coindre, un horloger qui répare aussi des appareils photographiques. Il est conquis par cette spécialité et répare pour son patron des centaines d'appareils photographiques et de caméras cinéma. Il suit aussi les cours du soir de l'Enseignement professionnel du Rhône.
Dès ses seize ans, il persuade ses parents de le laisser voler de ses propres ailes. Il loue un local professionnel, achète son outillage et lance sa propre entreprise de réparation photographique.
En 1936, il développe une petite visionneuse pour les films Pathé 9.5 mm dont il commence la production en 1937 dans de nouveaux locaux à Tassin-la-Demi-Lune. Une chute de cyclomoteur lui vaut sept mois d’hôpital. Guéri, il reprend son activité mais la guerre éclate alors qu'il n'a encore produit que cinquante visionneuses.
Réformé, il travaille quelque temps pour un autre horloger réparateur d'appareils photographiques avant de se remettre à son compte. Il commence une activité de modification d'appareils photographiques, principalement au bénéfice de reporters parisiens réfugiés à Lyon en ajoutant des contacts de synchronisation flash à leurs appareils. En 1942, il brevète et fabrique un flash à ampoule jetables au magnésium qui permet d'utiliser n'importe quelle marque d'ampoules, quelle que soit la vitesse d’inflammation du magnésium.

## Mag 150
En 1952 pour répondre à la faible autonomie des reflex 6 × 6 (12 vues) il crée le Mag 150 qui adapté sur un Rolleiflex, un Rolleicord ou un Semflex permet de prendre 150 vues sans recharger. Les reporters sont enchantés de cet accroissement d'autonomie, d'autant qu'il est possible d'ouvrir le boitier en chambre noire pour en extraire les vues déjà prises. Les fabricants de films refusent cependant de préparer les bandes de dix mètres de film de 64 mm de large avec une amorce et une fin en papier qui permettraient le chargement et le déchargement en pleine lumière. Cependant, l'intérêt des utilisateurs est tel qu'ils acceptent de devoir acheter des rouleaux de trente mètres de film qu'ils coupent et préparent en chambre noire quand ils ne se contentent pas de charger directement le Mag 150 en chambre noire sans ajouter d'amorces papier. 

## Perfo 608
Vers 1955, il réalise sous la marque Mecila le Perfo 608 (parfois appelé Performance 608) qui est un moyen format télémétrique multi-format destiné aux professionnels. Il est donné comme étant le plus perfectionné des appareils français. Fabriqué artisanalement, il ne sera produit qu'à une vingtaine d'exemplaires dont deux seront achetés par Électricité de France pour la photographie depuis des hélicoptères pour la vérification des lignes électriques.
Basé sur le même système de chargement que le Mag 150, il offre en plus la possibilité de charger dix mètres de film 35 mm non perforé pour 200 vues 32 x 43 mm ou 250 vues 24 x 36 mm. Il est aussi capable de faire sur dix mètres de film de 64 mm de large 110 vues 6 x 8 cm, 150 vues 6 x 6 cm ou 200 vues 6 x 4.5 cm. Les objectifs sont interchangeables. L'article du Prestige de la photographie no 3 le gratifie de la bascule d'objectif et du décentrement ce que récuse Arnaud Saudax. 

## Micro Wild
Toujours vers 1955, il extrapole une version unique et spéciale du Perfo 608 pour la maison Wild (aujourd'hui intégrée au groupe Leica Geosystems) qui l'utilise pour la microphotographie.

## Mecilux

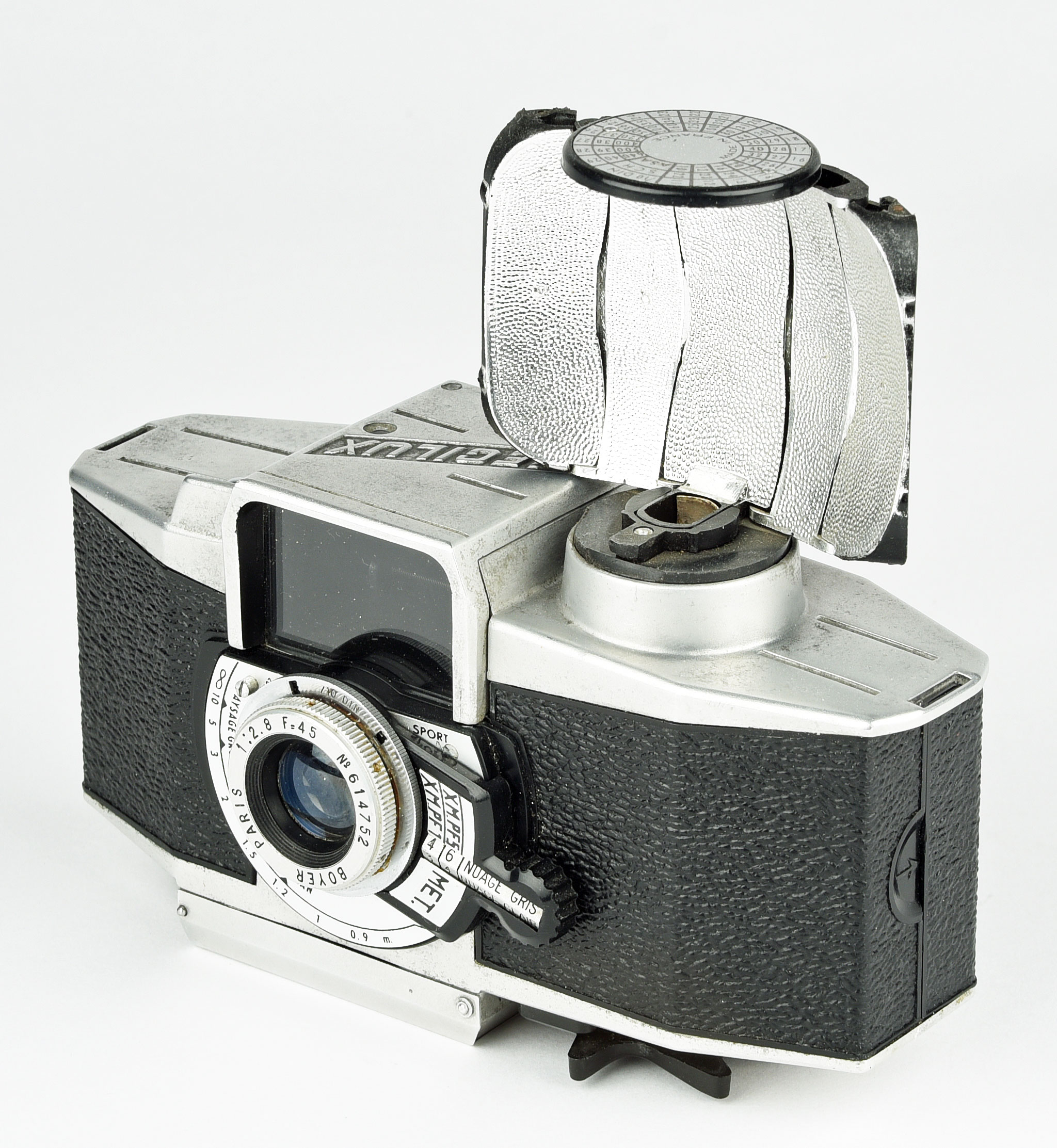
Mecila Mecilux.

Étudié entre 1954 et 1956, le Mécilux est un appareil 35 mm destiné aux débutants. Il se caractérise par une apparence très originale et une interface utilisateur atypique. L'usine et les outillages seront détruits par un incendie après la production de 1000 à 2000 appareils selon les sources.

## MS-35 MS-70
Entre 1955 et 1958, Paul Lachaize a développé pour la société Microfilm Service des appareils destinés à reproduire rapidement des documents. Le MS-35 (au moins deux versions) utilise des bobines de film 35 mm de cinq mètres de long. Son objectif est un objectif d'agrandisseur (calculé pour projeter à plat sans déformation) Saphir-Boyer 50 mm ouvert à 1/3.5. 
Le MS-70 qui se présente comme un Perfo 608 simplifié utilise la "classique" bobine de dix mètres en 64 mm de large des Perfo mais donne des longueurs d'images de cinq en cinq millimètres de 30 à 65 mm. L'objectif calculé pour les agrandisseurs est un Saphir-Boyer 135 mm ouvert à 1/4.5.

## Divers
On lui attribue sans preuves des modifications de boitier SEM Kim ou Reyna munis d'objectifs Kodak et d'obturateurs Compur rapid.

## Fex-Indo
Entre 1961 et 1973, il travaille pour Fex ou il développe de nombreux modèles de la conception à l'industrialisation. Ces appareils simples et peu chers seront vendus en des quantités énormes (la source parle de "millions" sans plus de précision).

## Après la photographie
En 1973, il quitte Fex et se lance dans la fabrication de machines pour meuler les verres pour les opticiens. Il meurt en 1987 à Châtenay (Saône-et-Loire).